# Fergie

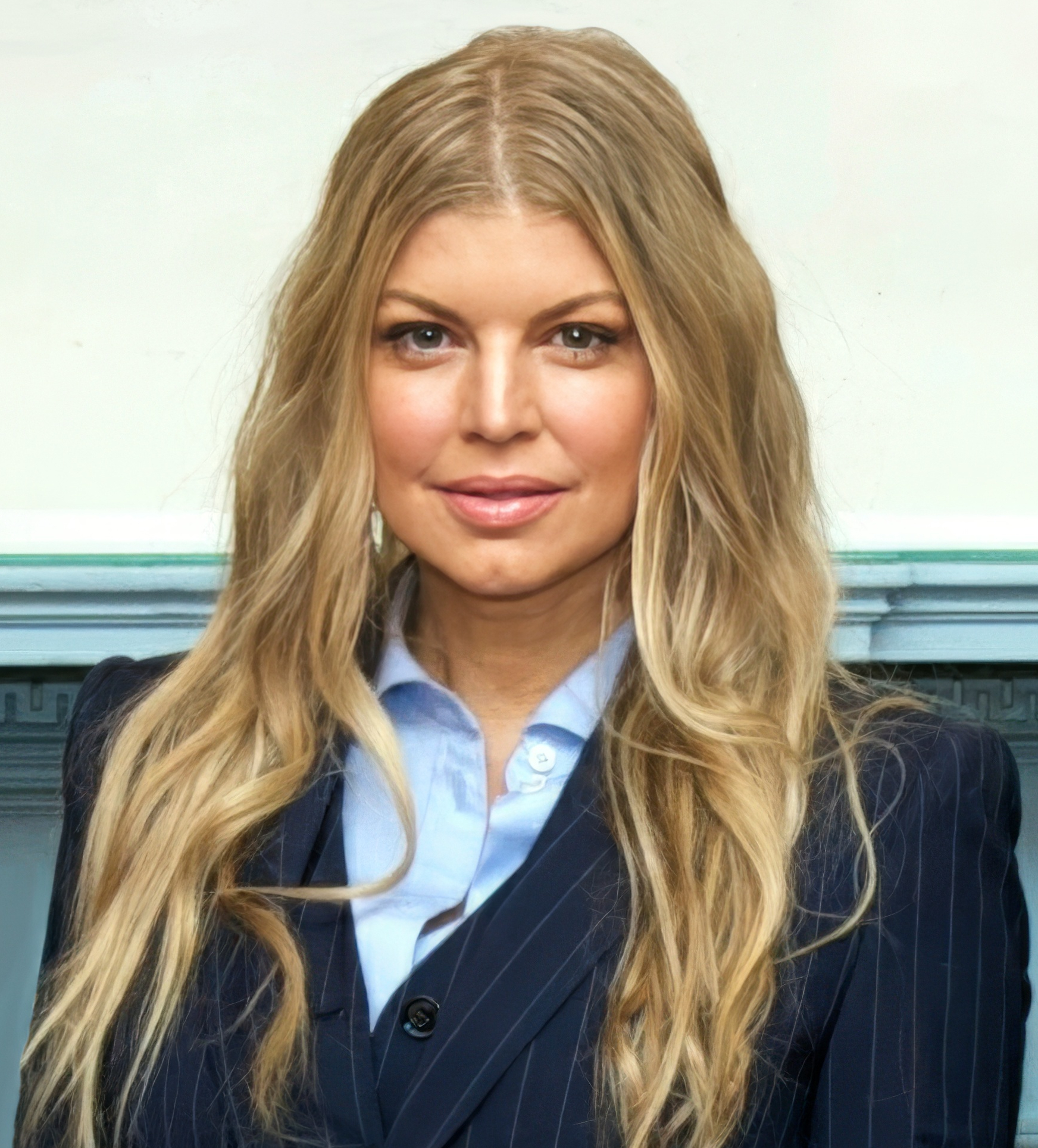
Fergie (2014)

Fergie Duhamel (* 27. März 1975 in Whittier, Kalifornien, als Stacy Ann Ferguson), bekannt als Fergie, ist eine US-amerikanische Sängerin, Songwriterin, Rapperin und Schauspielerin. Von 2003 bis 2017 war sie Mitglied der Band The Black Eyed Peas, die mehrere Grammys gewann.

## Leben

### Jugend
Ferguson kam am 27. März 1975 als erstes Kind von Theresa Ann und Patrick Ferguson zur Welt. Sie besuchte die Mesa Robles Middle School und die Glen A. Wilson High School. In jüngeren Jahren war sie zunehmend als Schauspielerin tätig. So stand sie unter anderem für Fernsehserien wie Mr. Belvedere und Eine schrecklich nette Familie vor der Kamera. Bekanntheit erlangte sie vor allem mit Kids Incorporated, einer Unterhaltungssendung für Kinder, in der sie von 1984 bis 1989 mitwirkte. Des Weiteren war Ferguson auch als Synchronsprecherin für die Zeichentrickserie Charlie Brown tätig.

### Karriere

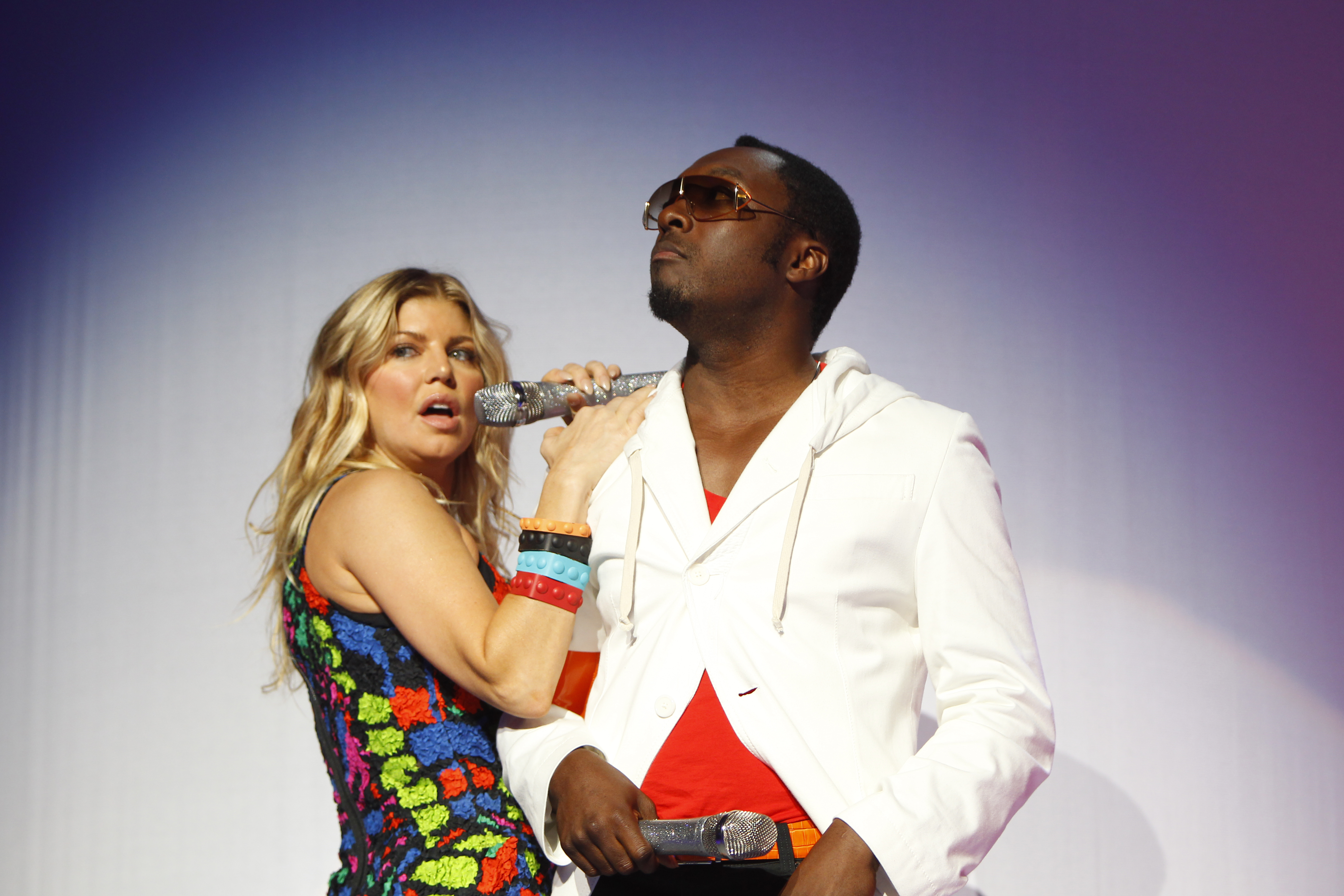
Fergie mit will.i.am beim Walmart Shareholders’ Meeting 2011

Später wurde Ferguson Mitglied des Gesangstrios Wild Orchid. Die dreiköpfige Band veröffentlichte fünf Singles und zwei wenig erfolgreiche Alben. Nach Fertigstellung des dritten Albums verhinderten Label-interne Konflikte das Erscheinen der Platte. Ferguson verließ daraufhin Wild Orchid und war aufgrund psychischer Probleme (die unter anderem zur Sucht nach Ecstasy und Crystal führten) gezwungen, eine Therapie zu besuchen.
Im Sommer 2003 ersetzte Ferguson die einstige Backgroundsängerin der Black Eyed Peas, Kim Hill. Obwohl sie zunächst nur als Gastinterpretin eingeplant war, überredeten will.i.am, Apl.de.ap und Taboo Ferguson später, der Band als vollwertiges Mitglied beizutreten. Die Gruppe konnte seitdem mehr als 50 Millionen Tonträger verkaufen.
Im Juli 2006 veröffentlichte Ferguson schließlich ihre erste Solosingle London Bridge. Schon in der zweiten Woche sprang der Song von Platz 84 auf 5; danach erreichte London Bridge sowohl Platz 1 der US-Charts, als auch die Top 5 in den deutschen und österreichischen Single-Charts. Ihr Solodebüt, The Dutchess, wurde am 19. September 2006 in den Vereinigten Staaten veröffentlicht und erreichte dort Platz 2. Auch in anderen Ländern erreichte das Album hohe Chartpositionen und verkaufte sich weltweit bisher über fünf Millionen Mal. Mit der dritten Singleauskopplung, Glamorous, konnte Ferguson indes in den USA einen weiteren Nummer-eins-Hit verbuchen und auch die vierte Single, Big Girls Don’t Cry, stieg auf die Spitze der amerikanischen Charts, womit Ferguson seit Christina Aguilera die erste Solokünstlerin ist, der es gelungen war, drei Nummer-1-Hits vom selben Album in den U.S. Hot 100 zu platzieren. 2008 brachte Big Girls Don’t Cry Ferguson auch eine Grammy-Nominierung ein. Am 14. Mai 2007 startete sie in Seattle ihre Solotour durch die Vereinigten Staaten.
Im Juli 2006 war Ferguson außerdem in ihrer ersten größeren Nebenrolle auf der Kinoleinwand zu sehen. In Wolfgang Petersens Filmremake Poseidon, für dessen Soundtrack sie zwei Titel beisteuerte, verkörperte Ferguson die Sängerin Gloria. 2007 hatte sie eine Nebenrolle in dem Horrorfilm Grindhouse inne. Außerdem nahm sie für den Film Shrek der Dritte eine Coverversion des Liedes Barracuda von Heart auf.
2006 wurde sie als die Frau mit den schönsten Beinen im Showgeschäft ausgezeichnet.
Im September 2007 brachte Ferguson außerdem ihre erste eigene Handtaschenkollektion auf den Markt.
Ferguson wurde 2006 von den Lesern des Männermagazins Maxim auf Platz 36 der 100 attraktivsten Frauen der Welt gewählt; im nächsten Jahr erreichte sie in der gleichen Liste Position 10.

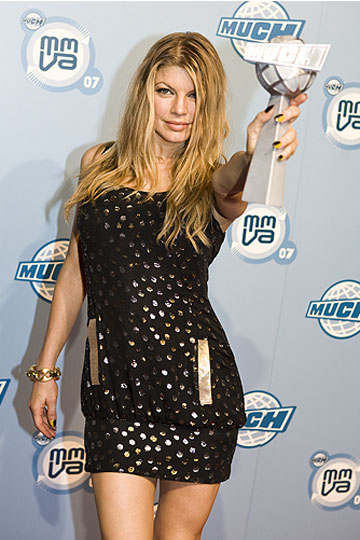
Fergie bei den MuchMusic Video Awards 2007

Bei den MTV Video Music Awards 2007 gewann Ferguson in der Kategorie Best Female Artist Of The Year, bei den Teen Choice Awards war sie zweimal nominiert und gewann den Award für Choice Female Artist. Bei den Latin Grammy Awards 2007 war sie mit Daddy Yankee für Impacto nominiert. Auch gewann sie bei den American Music Awards 2007 in der Kategorie Pop/Rock den Preis als beste Künstlerin.
Anfang 2008 nahm Ferguson für die Jubiläumsedition des Albums Thriller von Michael Jackson das Lied Beat It neu auf.
In ihrem Lied Clumsy aus dem Jahr 2008 benutzte Ferguson im Refrain ein Sample des berühmten amerikanischen Rappers Jay-Z.
Im Jahr 2008 nahm sie ein Featuring mit der japanischen Sängerin Kumi Kōda auf. Der Song heißt That Ain’t Cool, dazu gibt es ein Musikvideo und die Single, worauf sich das Lied befindet heißt Moon. Die Single verkaufte sich laut den Oricon-Charts 138.000-mal in Japan und erreichte Platz 2 der Oricon Weekly Charts.
2009 bis 2010 arbeitete sie viel mit dem Ex-Guns-n’-Roses-Gitarrist Slash zusammen. Neben zahlreichen Gastauftritten bei seinen Konzerten ging sie auch mit ihm ins Studio. Auf der B-Seite der Single Sahara (mit Kōshi Inaba) war eine neue Version des Songs Paradise City, bei dem auch Cypress Hill mitwirkte. Auf dem 2010 erschienenen Soloalbum Slash sang sie den Song Beautiful Dangerous.
Im Mai 2010 kam ihr erstes Parfüm Outspoken auf den Markt.
2016 veröffentlichte sie die Single M.I.L.F. $. Das Album Double Dutchess erschien im September 2017, blieb jedoch kommerziell hinter den Erwartungen zurück und konnte keine Top-10-Platzierung erreichen.

## Privates
Seit dem 10. Januar 2009 war Ferguson mit dem Schauspieler Josh Duhamel verheiratet. Am 29. August 2013 brachte Ferguson in Los Angeles ihren gemeinsamen Sohn zur Welt. Am 15. September 2017 wurde die Trennung der beiden bekanntgegeben.

## Diskografie
Studioalben

| Jahr | Titel Musiklabel                     | Höchstplatzierung, Gesamtwochen, AuszeichnungChartplatzierungen (Jahr, Titel, Musiklabel, Platzierungen, Wochen, Auszeichnungen, Anmerkungen) | Höchstplatzierung, Gesamtwochen, AuszeichnungChartplatzierungen (Jahr, Titel, Musiklabel, Platzierungen, Wochen, Auszeichnungen, Anmerkungen) | Höchstplatzierung, Gesamtwochen, AuszeichnungChartplatzierungen (Jahr, Titel, Musiklabel, Platzierungen, Wochen, Auszeichnungen, Anmerkungen) | Höchstplatzierung, Gesamtwochen, AuszeichnungChartplatzierungen (Jahr, Titel, Musiklabel, Platzierungen, Wochen, Auszeichnungen, Anmerkungen) | Höchstplatzierung, Gesamtwochen, AuszeichnungChartplatzierungen (Jahr, Titel, Musiklabel, Platzierungen, Wochen, Auszeichnungen, Anmerkungen) | Anmerkungen                                                    |
| Jahr | Titel Musiklabel                     | DE | AT | CH | UK | US | Anmerkungen                                                    |
| ---- | ------------------------------------ | --- | --- | --- | --- | --- | -------------------------------------------------------------- |
| 2006 | The Dutchess A&M Records (UMG)       | DE11 Gold · (27 Wo.)DE | AT17 (22 Wo.)AT | CH11 Gold · (23 Wo.)CH | UK18 Platin · (38 Wo.)UK | US2 ×5Fünffachplatin · (94 Wo.)US | Erstveröffentlichung: 13. September 2006 Verkäufe: + 6.475.000 |
| 2017 | Double Dutchess Dutchess Music (BMG) | DE65 (1 Wo.)DE | — | CH69 (1 Wo.)CH | UK49 (1 Wo.)UK | US19 (2 Wo.)US | Erstveröffentlichung: 22. September 2017                       |

## Filmografie
- 1986: Überfall im Wandschrank (Monster in the Closet)
- 2003: Rocket Power
- 2004: Las Vegas – Season 2 (TV, Cameo-Auftritt)
- 2005: Be Cool (Gastauftritt Black Eyed Peas)
- 2006: Poseidon
- 2007: Grindhouse:Planet Terror
- 2007: Planet Terror
- 2009: Nine
- 2010: Marmaduke (Synchronstimme von Beverly)